# Château Faber
Ne doit pas être confondu avec Château Fabert.
Le Faberschloss (en français, littéralement Château Faber), également Steiner Schloss, ou encore Schloss Faber-Castell, est un complexe de châteaux historiciste du XIXe et du début du XXe siècle composé de deux parties.
Le château est situé dans la ville moyenne-franconienne de Stein, limitrophe avec Nuremberg. Le Faberpark associé appartient à Nuremberg.

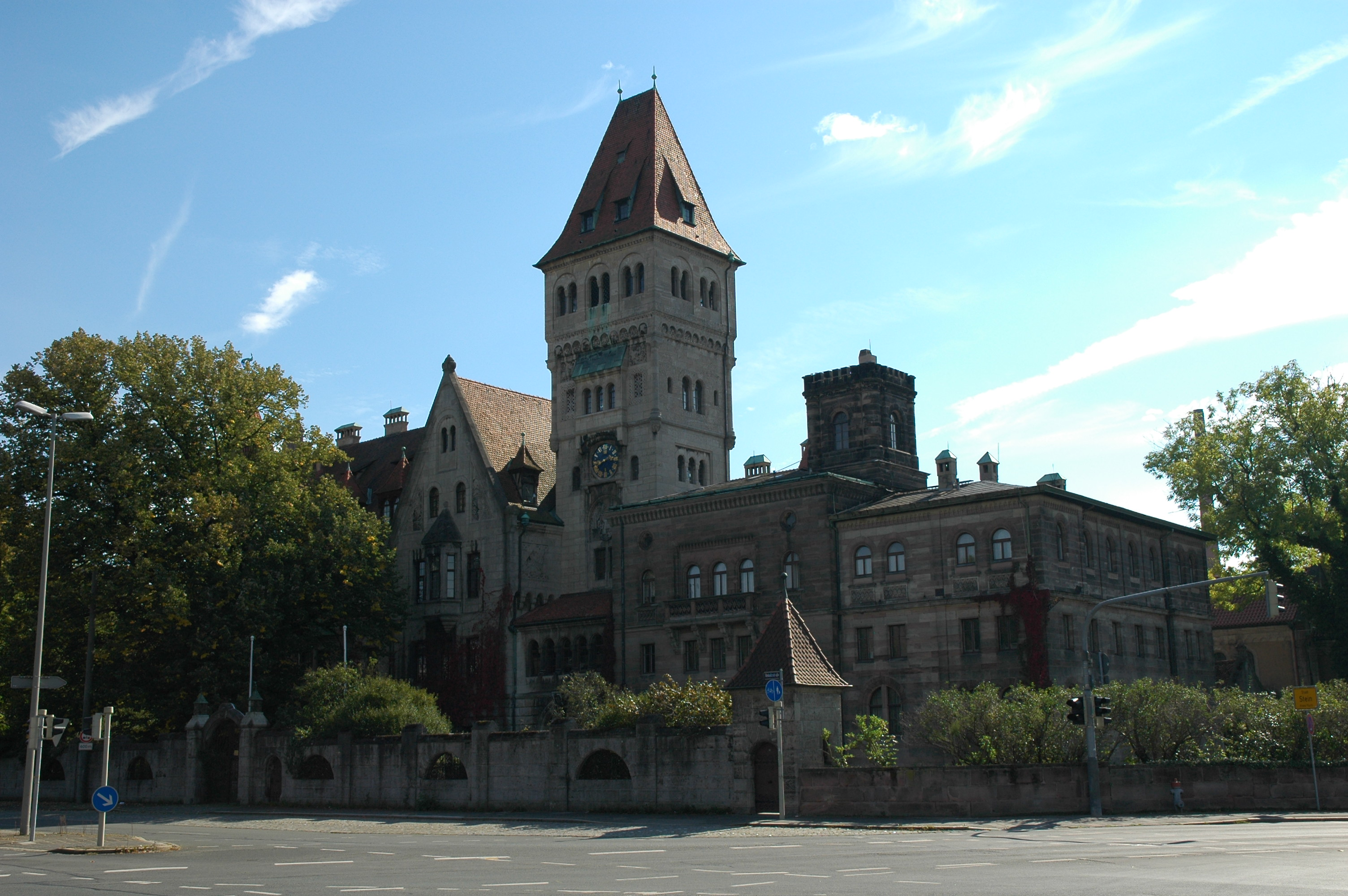
Vue de 2007

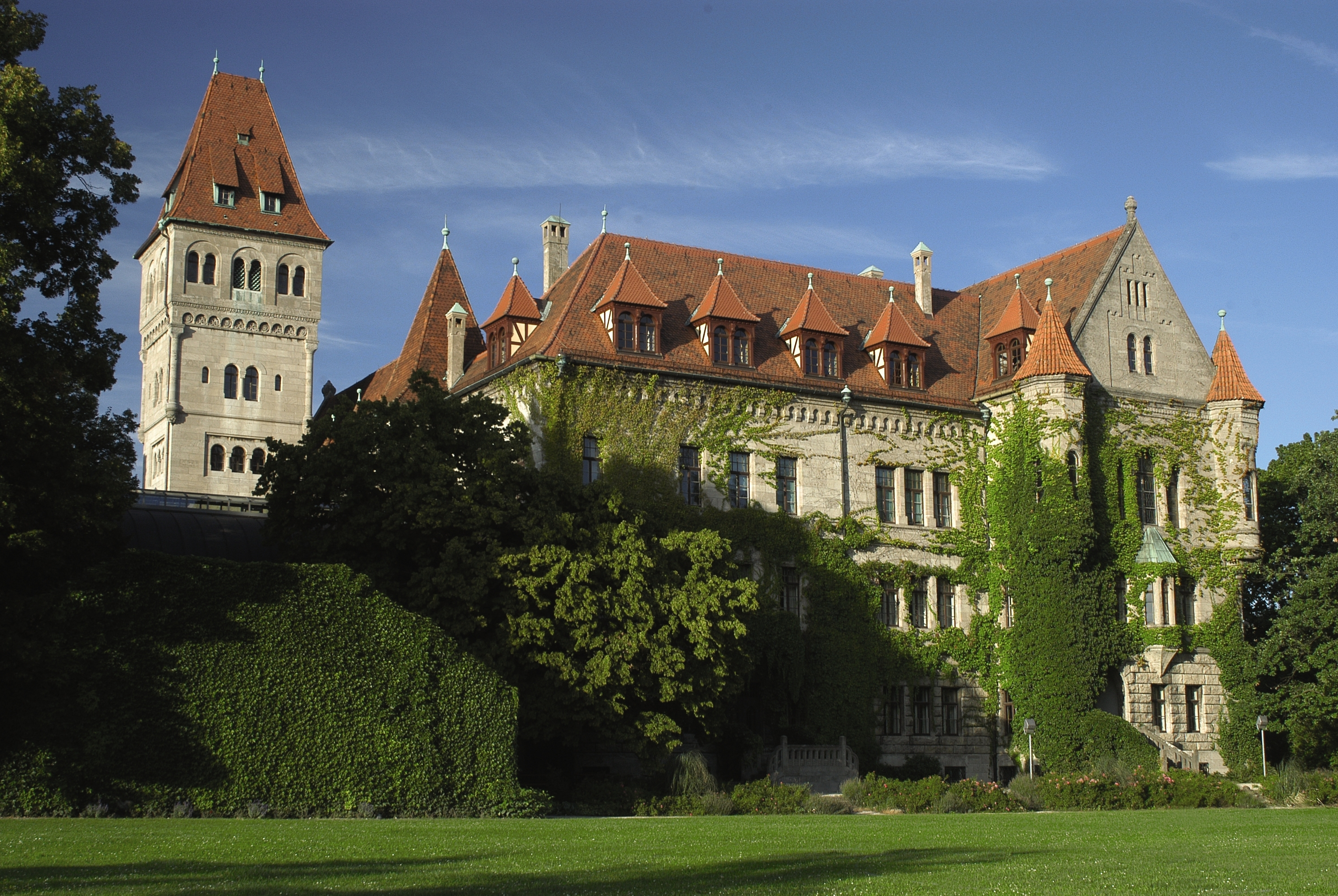
Vue de 2010

## Histoire
Entre 1843 et 1846, le vieux château a été conçu et construit par l'architecte Friedrich Bürklein dans le style néo-renaissance pour Lothar von Faber. Trois ailes entourent la tour carrée à quatre étages, dont le toit est pourvu de créneaux. La famille von Faber-Castell, qui s'est enrichie grâce à la production de crayons avec leur entreprise Faber-Castell, a fait construire le Nouveau Château en 1903/1906 selon les plans de Theodor von Kramer dans le style roman allemand. Les deux parties sont reliées par la tour de cinq étages.
Certaines des chambres représentatives ont été créées par l'architecte Bruno Paul. L'ancien et le nouveau château étaient reliés par la tour de cinq étages à travers laquelle mène la passerelle.
Le Nouveau château abrite un escalier spacieux avec un plafond en stuc dans un décor Art Nouveau. Au premier étage, il y avait un salon, divisé en 3 chambres, dont la chambre des citronniers. Celle-ci tire son nom du mobilier qui s'y trouvait à l'époque, qui était en bois de citronnier, et le plafond de la chambre mensuelle montre les signes du zodiaque. Au deuxième étage se trouve une salle des tapisseries dont les tapisseries n'existent malheureusement plus, une salle de musique ou de bal et une ancienne salle à manger. Le mobilier des deux châteaux a été perdu. Indépendamment de cela, le château est « une particularité artistique et, dans sa disposition générale, un exemple remarquable de l'historicisme en Franconie » .

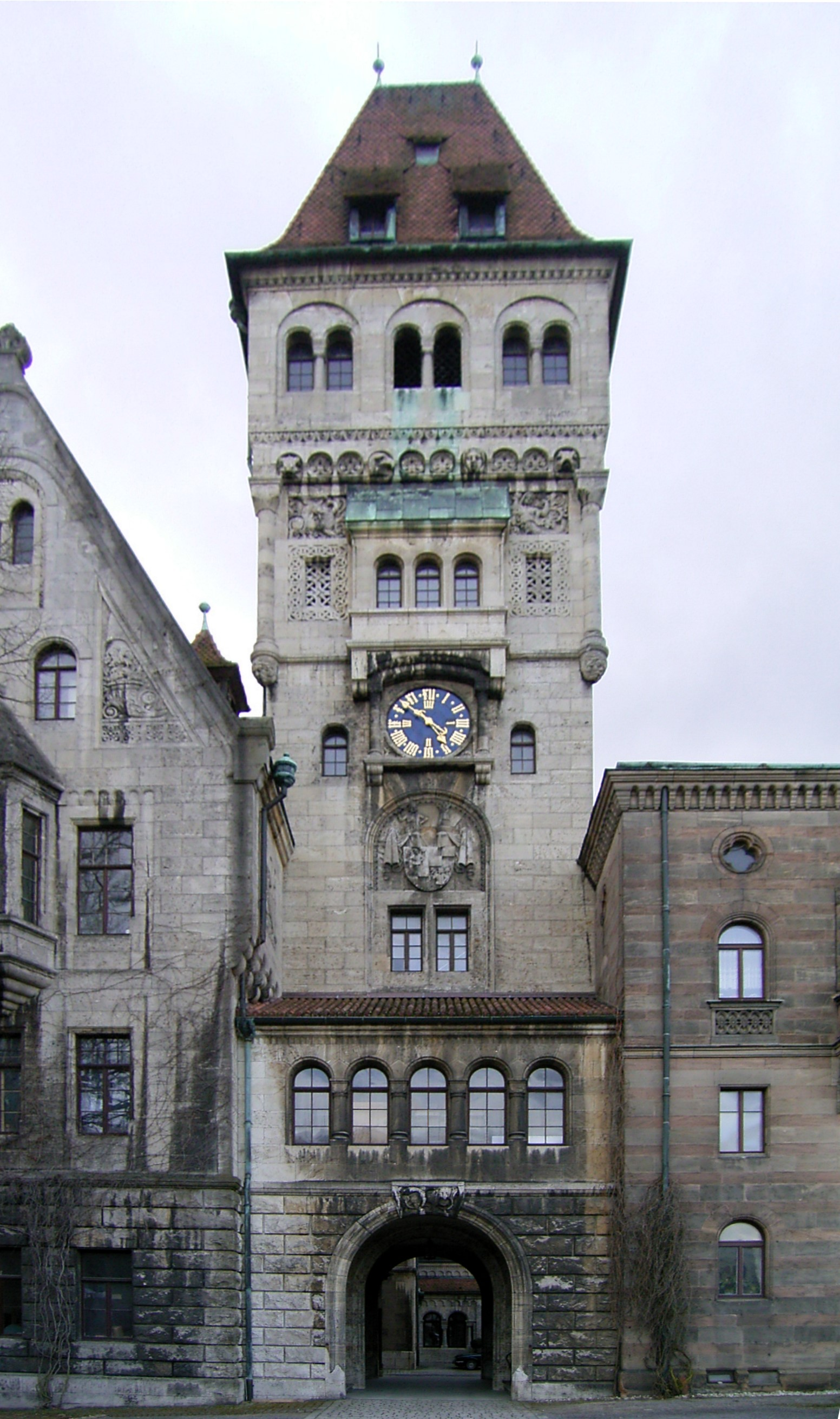
La tour du château

La famille Faber-Castell a vécu dans le château jusqu'en 1939, après quoi il a été confisqué par la Wehrmacht. Après la fin de la Seconde Guerre mondiale, les troupes d'occupation américaines s'y installent. Les journalistes qui ont suivi les procès de Nuremberg ont vécu ici jusqu'au début des années 1950.  L'AFN Nuremberg y a conservé ses studios jusqu'à son déménagement au Grand Hôtel en janvier 1950. La Société Albrecht Dürer de Nuremberg a organisé les expositions Ars phantastica ainsi que Positions + Tendances dans l'année Dürer 1971. Après des décennies de négligence, le lieu a été à nouveau utilisé pour des événements depuis les années 1980. C'était le lieu des films Hanni et Nanni et Hilfe, j'ai rétréci mon professeur (plans extérieurs).
Les domaines Appelhof et Wolfgangshof appartiennent toujours aux comtes de Faber-Castell.